# Alfonso Téllez Girón y Vázquez de Acuña
Alfonso Téllez Girón y Vázquez de Acuña (c. 1380-1449), fue un noble castellano de ascendencia portuguesa, señor de Frechilla y miembro de la casa de los Girones. Fue hijo de Martín Vázquez de Acuña, I conde de Valencia de don Juan, y de Teresa Téllez Girón. Es el tronco de algunas de las casas aristocráticas castellanas más importantes como los marqueses de Villena o los duques de Osuna y condes de Urueña, como padre de Juan Pacheco y Pedro Girón. 

## Vida y entorno familiar

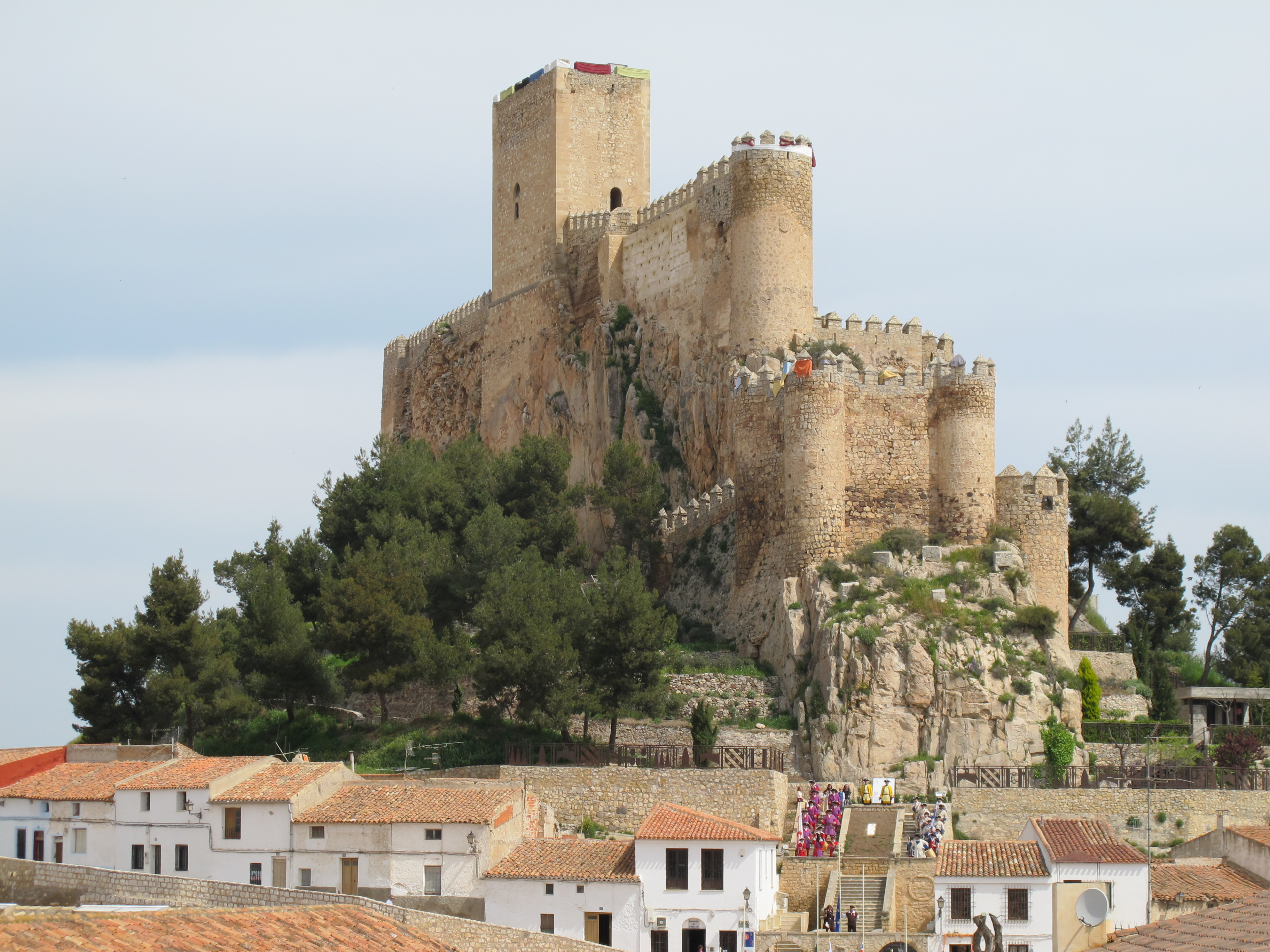
Castillo de Almansa, cedido a Alfonso Téllez Girón por el rey Juan II en 1444 y reconstruido por su hijo Juan Pacheco.

En 1431 participa con Juan II y Álvaro de Luna en la campaña granadina que desemboca en la batalla de La Higueruela. Esta se saldó con una relevante victoria que supuso a Alfonso una soldada del monarca por servirle con treinta lanzas.
En el interrogatorio llevado a cabo en 1441 con motivo de la petición de nulidad del matrimonio de su hijo Juan Pacheco con Angelina de Luna, sobrina del condestable Álvaro de Luna, se dice que Alfonso era señor de ochocientos vasallos en el obispado de Cuenca y que su casa servía al rey con ochenta lanzas. Asimismo, poseía heredades en Villamayor, entre Villalpando y Villafrechós, procedentes de su tía María Girón.

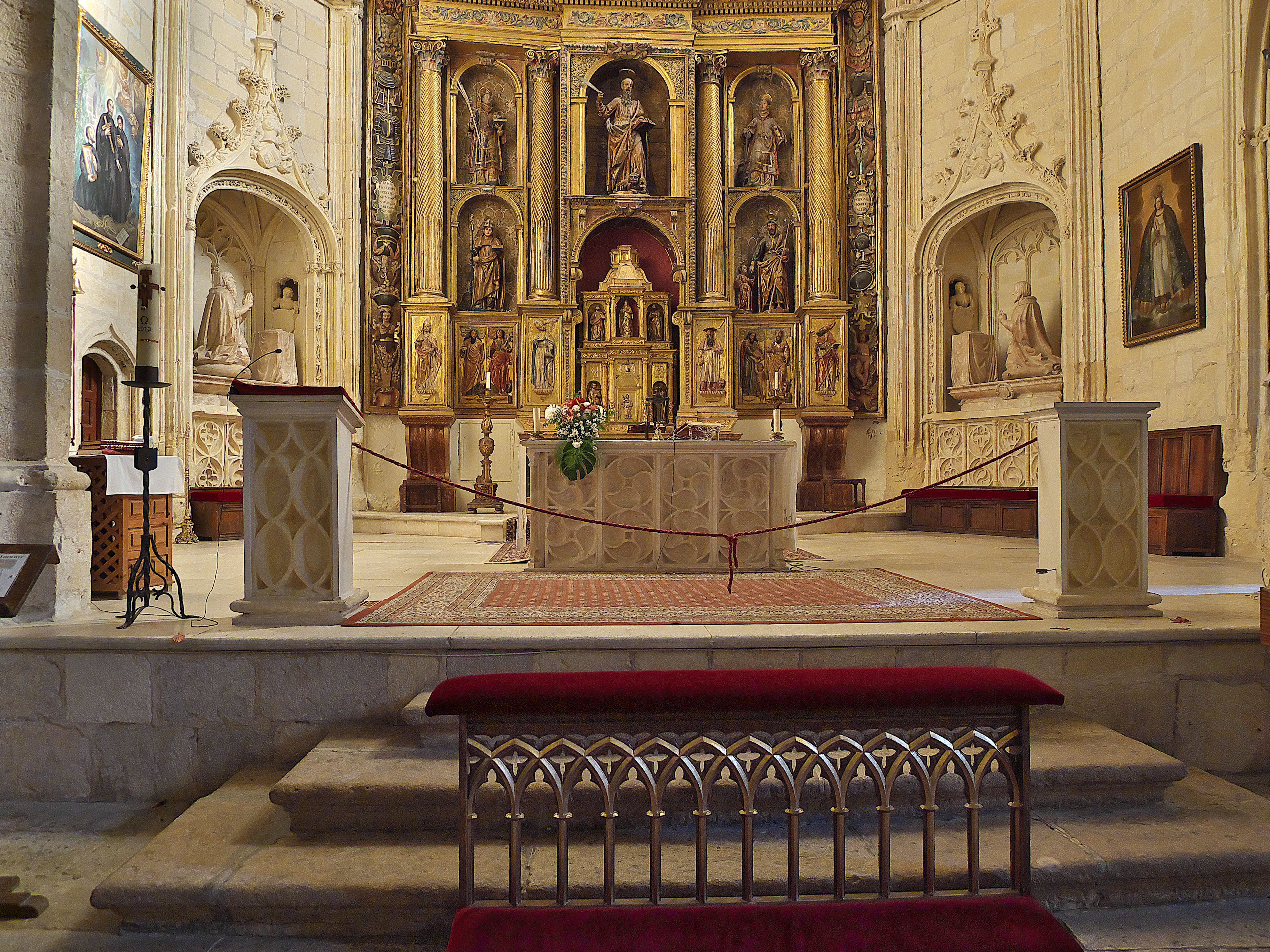
Sepulcro de Alfonso Téllez Girón en la Colegiata de San Bartolomé, Belmonte, Cuenca.

En 1444, el príncipe Enrique, ante la confusa situación jurídica del señorío de Villena, autorizaba a Alfonso Téllez Girón a ocupar las villas que lo conformaban (Almansa, Hellín, Albacete, Chinchilla de Monte-Aragón, Villena, etcétera). Posteriormente otorgaría el dominio del territorio al hijo de este, y futuro valido durante su reinado, Juan Pacheco.
Fallecido en 1449, se encuentra enterrado en un sepulcro gótico que contiene su estatua orante en la capilla mayor de la iglesia colegial de San Bartolomé en Belmonte, mandada construir por su hijo y sucesor, el marqués de Villena. 

## Matrimonio y descendencia
Contrajo matrimonio en 1415 con María Pacheco, señora de Belmonte y su tierra, hija única y heredera de Juan Fernández Pacheco e Inés Téllez de Meneses y nieta del portugués Diego López Pacheco. Ambos eran parientes por lo que hubieron de disponer de una bula de dispensa pontificia.
Nacieron dos hijos de este matrimonio que fueron dos de los más destacados personajes de la corte del rey Enrique IV:
- Juan Pacheco, primer marqués de Villena, primer conde de Xiquena y primer duque de Escalona
- Pedro Girón, I señor de Ureña y maestre de la Orden de Calatrava, de quien descienden los duques de Osuna.